# Kermán tartomány

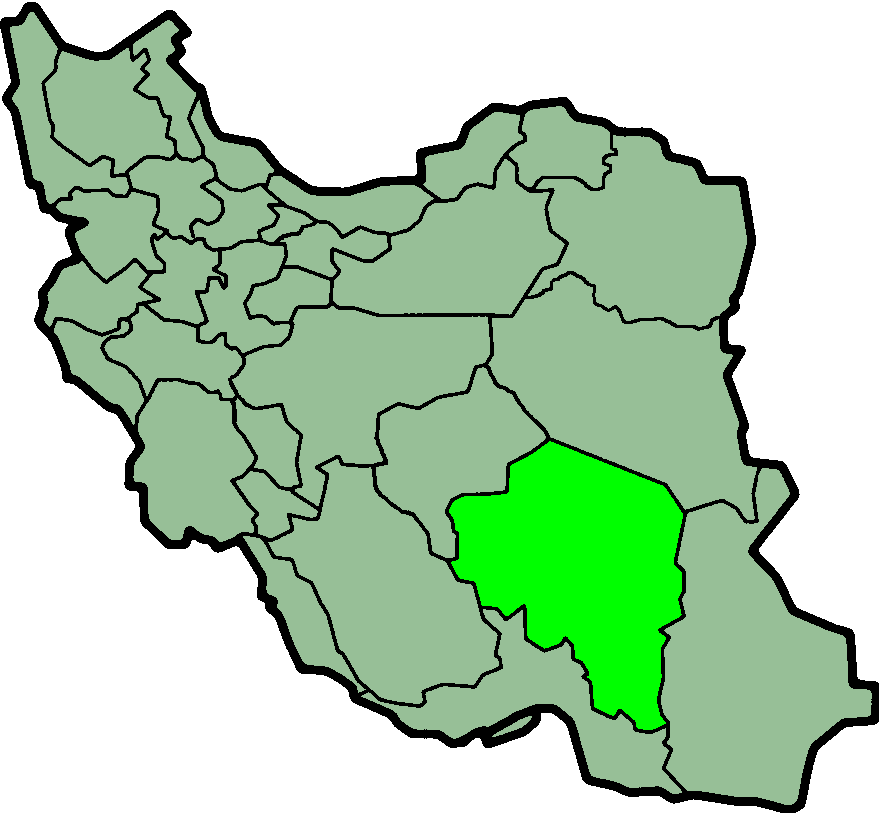
Kermán tartomány elhelyezkedése Iránban

Kermán tartomány (perzsául استان کرمان [Ostân-e Kermân]) Irán 31 tartományának egyike az ország délkeleti részén. Északnyugaton Jazd, északkeleten Dél-Horászán, keleten Szisztán és Beludzsisztán, délen Hormozgán, nyugaton pedig Fársz tartomány határolja. Székhelye Kermán városa. Területe 181 785 km², lakossága 2 584 834 fő.

## Népesség
A tartomány népessége az alábbiak szerint alakult:
| Lakosok száma | 2 652 413 | 2 938 988 | 3 164 718 |
|               | 2006      | 2011      | 2016      |

## Közigazgatási beosztása
Kermán tartomány 2021 novemberi állás szerint 23 megyére (sahrasztán) oszlik. Ezek: Anár, Anbarábád, Arzuije, Báft, Bam, Bardszir, Dzsiroft, Fahradzs, Fárjáb, Kale-je Gandzs, Kahnudzs, Kermán, Kuhbonán, Manudzsán, Narmásir, Rábor, Rafszandzsán, Rávar, Rejgán, Rudbár-e Dzsonub, Sahr-e Bábak, Szirdzsán, Zarand.

## A középkori Kermán
Kermán (korábbi nevén Bardaszír) központtal az iszlám korban is létezett egy, a maival nagyjából egybeeső, de valamivel nagyobb kiterjedésű tartomány (a tengerparton a mai Hormozgán tartomány keleti része is ide tartozott, illetve északon a ma Jazd tartomány részét képező Báfg vidéke is). A tartományt nyugatról Fársz, észak és kelet felől a sivatag (a Dast-e Kavir és a Dast-e Lut), délkeleten pedig Makrán határolta. Az iszlám világ központi területeivel Fárszon keresztül érkező utak kötötték össze, amelyek Szirdzsán közelében futottak össze, és több karavánút vezetett tovább észak és kelet felé, a sivatagon át. Hagyományosan öt nagy kerületre osztották: északon Bardaszír (a mai Kermán), nyugaton a Fárszba ékelődő Szirdzsán, délen Dzsiroft, keleten Bam, délkeleten pedig Narmásir volt a központ.

### Szirdzsán
Szirdzsán (régi ejtés alapján Szírdzsán) már a Szászánida Birodalom idején fontos település volt, és egészen a 10. század közepéig ez a város töltötte be a székhelyi funkciót, amikor a Buvajhidák kormányzója, Ibn Iljász Bardaszírba települt át. A népes, különösen textiliparáról ismert város a későbbiekben is megőrizte nagy jelentőségét. A 14. század elején a fárszi Muzaffaridák szerezték meg, akik 1387-ben behódoltak Timur Lenknek, de utóbb fellázadtak, ezért Timur 1393-ban visszatért és leverte őket. A nemrégiben megerősített Szirdzsán Gúdarz nevű helytartója azonban nem hódolt be, ezért három éven át húzódó ostrommal végül bevették a várost, amit aztán leromboltak. (A romokat a 20. század elején Gale-je Szang néven ismerték; a mai Szirdzsán városa ennek közelében fekszik.)
Szirdzsán körzetéhez a központi településen kívül csak néhány kisebb jelentőségű városka tartozott: tőle nyugatra, három nyugatról érkező út találkozásánál állt az erős váráról ismert Bímand, a keletre, Rájen felé vezető út mentén Sámát, Báhar és Hannáb számított fontosabb településnek. Mindegyik mezőgazdaságáról, gyümölcs- és datolyatermesztéséről volt ismert. A dzsirofti út legjelentősebb települése a máig álló, amúgy a forrásokban alig szereplő Báft volt. Olykor a fárszi határvidéken álló, Szirdzsántól északra fekvő Sahrbábakot is a tartományhoz sorolták.

### Bardaszír/Kermán
Bardaszír szintén szászánida eredetű település volt, az arab neve a perzsa Bíh-Ardasír („Ardasír jó helye”) névből ered, utalva a város alapítójára, I. Ardasírra (ur. 224–241). A tartomány 967-ben kezdődő, buvajhida meghódítását követően Bardaszír lett a tartomány székhelye. A várost a 11. századtól kezdve egyszerűen „Kermán [tartomány] városa” néven emlegették, ami idővel Kermánra rövidült. A több erődítménnyel ellátott, virágzó kertekkel körbevett város 1041–1187 között egy önálló szeldzsuk fejedelemség központja volt, majd az oguz törökök rohanták le a várost, amit leromboltak és kifosztottak. Ekkor rövid időre Zarandba tevődött át a térség központja. 1222-ben a Karakitajok, majd a 14. század elején a fárszi Muzaffaridák szerezték meg, végül timurida kézbe került, anélkül, hogy különösebb pusztítást szenvedett volna, ennek köszönhetően számos régi épülete maradt meg legalább a 20. század elejéig.
Bardaszír térsége, hasonlóan a tartomány nagy részéhez, viszonylag sivatagos volt, ezért kevés, egymástól viszonylag távol eső település tartozott hozzá. A szirdzsáni út mentén fekszik Bágejn (régi nevén Bagín), illetve Másíz (a mai Bardszir). A Kermántól délkeletre fekvő Máhán a 15. században elhunyt szúfi szent, Nimat Alláh temetkezési helyeként ismert, zarándoklati központ. Ettől északkeletre, nagyjából Kermán magasságában feküdt Habísz a sivatag szélén, egy, a hegyekből eredő patak partján. Elhelyezkedése ellenére népes és virágzó mezőgazdaságú település volt, amely különösen datolyájáról, eperfáiról és selyemgyártásáról volt híres. A Kermántól északra fekvő Zarand gézkészítéséről volt nevezetes. A tartomány északi, sivatagi határvidékén a sivatagi rablók ellen védekező váráról ismert Rávar, az Irán-szerte exportált, látványos cink-oxid bányászatáról nevezetes Kuhbonán (régi nevén Kúbinán) és a ma Jazdhoz tartozó Báfg tartozott a fontosabb települések közé.

### Bam
A 2003-as földrengésben jelentősen megrongálódott Bam (az arab szerzőknél Bamm) citadellája már a középkorban is fontos és jelentős erődítmény volt. Bár a sivatag közelében feküdt, pezsgő gazdaságú település volt, melynek különösen a pamuttermékei voltak ismertek és keresettek szerte a muszlim világban. A szirdzsáni út mentén állt a körzet második legfontosabb települése, a kicsiny, kertjeiről nevezetes Rájen (régi nevén Rájín). Bam és Rájen között több kisebb falu feküdt.

### Narmásir
Az arabul Narmászír nevet viselő Narmásir Bamtól délkeletre, szintén a sivatag peremén helyezkedik el, a Fahradzson keresztül Szisztán felől érkező zarándoklati úton. A középkorban népes és gazdag település volt, ahol jelentős mennyiségű indiai áru cserélt gazdát, de a 20. század elejére romossá és elhagyatottá vált. Fahradzstól és Narmásirtól délre több kisebb mezőgazdasági település feküdt (pl. Kurk, Báhar és Rígán).

### Dzsiroft
Kermán tartomány déli része egészen a Hormuzi-szorosig Dzsiroft ellenőrzése alá tartozott. A város a hegyekből dél felé futó, a sós mocsárvidéken elenyésző Halil-folyó mentén épült fel, amit gyors folyása miatt a középkorban Dévrúd (Démon-folyó) néven ismertek. A város az al-Mízán vagy Mídzsán néven ismert, igen termékeny vidéken terült el, és híres volt indigó-, kardamom-, cukornád és mazsolalé- (dúsáb-)termeléséről, továbbá fontos kereskedelmi központja volt a szisztáni, horászáni és indiai kereskedelemnek. A közelben dinnyét és nárciszt termeltek, amiből illatszereket állítottak elő, Dzsirofttól északnyugatra, a hegyekben pedig ezüstöt termeltek. A 13. században a mongolok végigpusztították a térséget, ami sokáig jelentőségét vesztette, a 20. század elején is csak a romjai álltak.
A tartományi központtól keletre húzódó Bárez-hegységet a középkorban dús erdőiről ismerték. A muszlim hódítások idején a zoroasztriánusok tömegei kerestek itt menedéket, és csak a 9. század második felében felemelkedő, szisztáni Szaffáridák tudták meghódítani a térséget, amit ezután vasbányászatáról ismertek. Az ettől délre fekvő régiót, amely a Makránnal és a Kufsz-hegységgel határos területet foglalta magában, különböző hegyi törzsek lakták (a Kufsz-hegységben a beludzsok, míg a többi térség lakóit kurdoknak nevezték). Ezeken a vidékeken cukornádat és datolyát termeltek.
Dzsirofttól délre a ma Dozdi néven ismert folyó völgyében feküdt Valásgird és a máig létező Manudzsán (régi nevén Manúkán), amely forgalmas kereskedelmi központ volt, illetve több kisebb jelentőségű település. Kermán tengerpartjának messze legfontosabb települése Hormuz (mai ejtés alapján Hormoz, régi változatban Hurmuz) volt. Ez a mai Minábbal azonosítható, és egészen a 14. századig Kermán és Szisztán legjelentősebb kikötője volt, amikor is a helyi fejedelem a ma Hormuz néven ismert szigetre telepítette a várost a szárazföldi törzsek támadásai miatt. A város ekkor a Perzsa-öböl kereskedelmének legfontosabb állomásává vált, míg a közeli partvidéket Timur Lenk pusztíttatta el. 1515-ben Alfonso de Albuquerque vezetésével Hormuz és a környező partvidék portugál fennhatóság alá került, és csak 1622-ben került újra perzsa kézbe I. Abbász idején. Hormuz szerepét a továbbiakban a portugál támaszpontból kinövő Bandar-e Abbász vette át a kereskedelemben.

## Fordítás
Ez a szócikk részben vagy egészben  a(z)   استان‌های ایران című perzsa Wikipédia-szócikk ezen változatának fordításán alapul.  Az eredeti cikk szerkesztőit annak laptörténete sorolja fel. Ez a jelzés csupán a megfogalmazás eredetét és a szerzői jogokat jelzi, nem szolgál a cikkben szereplő információk forrásmegjelöléseként.